# Lora Anne Viola
Lora Anne Viola (geboren in New York) ist eine US-amerikanische Politikwissenschaftlerin und Hochschullehrerin an der Freien Universität Berlin, die sich in Forschung und Lehre mit internationalen Organisationen, internationalen Beziehungen sowie der US-Außenpolitik beschäftigt.

## Akademische Laufbahn
Lora Anne Viola hat an der Columbia University in New York Politik- und Wirtschaftswissenschaften studiert (BA), woran sich ein MA-Studium in Internationalen Beziehungen an der University of Chicago anschloss. Prägend für ihre weitere Laufbahn war vor allem ihr dortiger Lehrer Duncan Snidal. In Chicago hat Viola mit einer Dissertation über die Rolle der Großmächte bei der Mitgliedschaft von Staaten in internationalen Organisationen ihren PhD in Politikwissenschaft erworben.
Bereits während ihrer Chicagoer Dissertation arbeitete sie als Senior Research Fellow am Wissenschaftszentrum Berlin für Sozialforschung (WZB) in der Abteilung Transnationale Konflikte und internationale Institutionen. Später weilte sie als Gastwissenschaftlerin unter anderem an den Universitäten Stanford und Oxford und nahm Forschungsstipendien am Europäischen Hochschulinstitut und an der Ludwig-Maximilians-Universität München wahr. Nach einer Zeit als Juniorprofessorin an der Freien Universität Berlin ist sie Inhaberin der Professur für Außen- und Sicherheitspolitik in Nordamerika am John F. Kennedy-Institut für Nordamerika-Studien der Freien Universität.
Zu Violas Forschungsgebieten gehören internationale Institutionen und globale Ordnung, US-Außenpolitik und -Diplomatie, Theorie der internationalen Beziehungen, historischer Institutionalismus sowie die Ungleichheit im internationalen System. In ihren Veröffentlichungen beschäftigt sie sich unter anderem mit den G20, der WHO und der Außenpolitik der USA unter Donald Trump und Joe Biden. Das 2020 veröffentlichte Buch über die Ungleichheit und Hierarchie im internationalen System (The Closure of the International System) ist mehrfach preisgekrönt worden.
Lora Anne Viola lebt in Berlin, ist verheiratet und hat zwei Kinder.

## Auszeichnungen
- 2016 Alexander L. George Award der American Political Science Association (für Putting Path Dependence in Its Place)[4]
- 2018 Award for Excellent Supervision der Dahlem Research School (DRS) der FU Berlin[6]
- 2021 Hedley Bull Prize in International Relations des ECPR für The Closure of the International System[7]
- 2021 Ehrenvolle Erwähnung beim Jervis-Schroeder Award der American Political Science Association für The Closure of the International System[8]
- 2021 Chadwick Alger Prize der International Studies Association für The Closure of the International System[9]
- 2021 Diplomatic Studies Best Book Award der International Studies Association für The Closure of the International System[10]

## Publikationen (Auswahl)
- Das Ende des American Century? Der Niedergang der globalen Hegemonie der USA und seine Auswirkungen auf die internationale Politik. In: Andreas Etges und Winfried Fluck (Hrsg.): American Dream? Die demokratische Gesellschaft in der Krise, Campus Verlag 2011, S. 159–176 (online).
- Institutioneller Wandel durch Wettbewerb: Wie die Zivilgesellschaft die WHO verändert hat. In: Michael Zürn und Matthias Ecker-Ehrhardt (Hrsg.): Die Politisierung der Weltpolitik: Umkämpfte internationale Institutionen. Suhrkamp Verlag 2013, S. 287–311 (online).
- zusammen mit T. Rixen: Putting Path Dependence in Its Place. Journal of Theoretical Politics 26/3 (2015), S. 1–23 (doi:10.1177/0951629814531667).
- Die Rolle der USA in internationalen Organisationen: Primus inter Pares? In: Christian Lammert u. a. (Hrsg.): Handbuch Politik USA. Springer VS Verlag 2015, S. 1–15 (doi:10.1007/978-3-658-04125-0_32-1).
- zusammen mit Thomas Rixen und Michael Zürn: Historical Institutionalism and International Relations: Explaining Institutional Development in World Politics. Oxford: Oxford University Press, 2016 (doi:10.1093/acprof:oso/9780198779629.003.0001).
- zusammen mit Tobias Lenz: Legitimacy and Institutional Change in International Organizations: A Cognitive Approach. Review of International Studies 43/5 (2017), S. 939–961 (doi:10.1017/s0260210517000201).
- US-amerikanische Außenpolitik unter Trump und die Krisen der Globalisierung. In: Zeitschrift für Außen- und Sicherheitspolitik 10 (2017), S. 329–338 (doi:10.1007/s12399-017-0657-6).
- The Closure of the International System: How Institutions Create Political Equalities and Hierarchies. Cambridge Studies in International Relations 153. Cambridge University Press, 2020. ISBN 9781108482257 (doi:10.1017/9781108612562).
- zusammen mit Gerlinde Groitl: Die Strategische Rivalität mit China. In: Marco Overhaus (Hrsg.): State of the Union: Langfristige Trends in der US-amerikanischen Innen- und Außenpolitik und ihre Konsequenzen für Europa. SWP-Studie 2021 / S 06, 2021, S. 32–35 (online).
- zusammen mit Paweł  Laidler (Hrsg.): Trust and Transparency in an Age of Surveillance. Routledge Studies in Surveillance. London: Routledge 2022. ISBN 9781000488425 (Open Access).

## Weblink
- Lora Anne Viola auf der Homepage der Freien Universität Berlin